# Estação Franklin D. Roosevelt
Franklin D. Roosevelt é uma estação das linhas 1 e 9 do Metrô de Paris, localizada no 8.º arrondissement de Paris.

## Localização
A estação está estabelecida no subterrâneo, no limite do quartier des Champs-Élysées e do quartier du Faubourg-du-Roule, no rond-point des Champs-Élysées. As plataformas das duas linhas estão distantes cerca de 200 metros umas das outras:
- as da linha 1 na Avenue des Champs-Élysées, ao nível da rue Marbeuf;
- as da linha 9 na Avenue Montaigne, na saída da rotatória.

## História
Antes da Segunda Guerra Mundial, as plataformas das duas linhas eram independentes. Na linha 1, a estação inaugurada em 19 de julho de 1900 levava então o nome de Marbeuf, devido a sua proximidade com a rue Marbeuf. Na linha 9, a estação levava o nome de Rond-Point des Champs-Elysées desde a sua abertura em 27 de maio de 1923. Em seu uso, se contentava em dizer Rond-Point para distingui-la da estação Champs-Élysées - Clemenceau da linha 1.
Um corredor de correspondência foi construído e inaugurado em 6 de outubro de 1942; a nova estação, em seguida, tomou o nome de Marbeuf - Rond-Point des Champs-Elysées (mais comumente Champs-Élysées - Marbeuf).
Em seguida a estação foi renomeada Franklin D. Roosevelt em 30 de outubro de 1946, após a mudança de nome da avenue Victor-Emmanuel III tornada avenue Franklin-D.-Roosevelt, em homenagem a Franklin Delano Roosevelt, chefe de Estado de um país aliado durante a Segunda Guerra Mundial, substituindo a de um país inimigo (Itália), embora aliada durante a Primeira Guerra Mundial.
Na década de 1950, uma nova decoração da estação, nas plataformas das linhas 1 e 9, foi muito notável, porque introduziu uma nova técnica artística, o gemmail, que é uma espécie de vitral modernizado, e fala da época da "estação-museu". A inauguração ocorreu com grande pompa, na noite de 1 a 2 de março de 1957: dois trens compostos de plataformas equipadas com mesas trazendo comida para os convidados. Estes gemmaux, retirados das plataformas na década de 2000, se situam agora na sala de bilhetes.
No âmbito da automação da linha 1, as plataformas desta linha foram totalmente remodeladas.

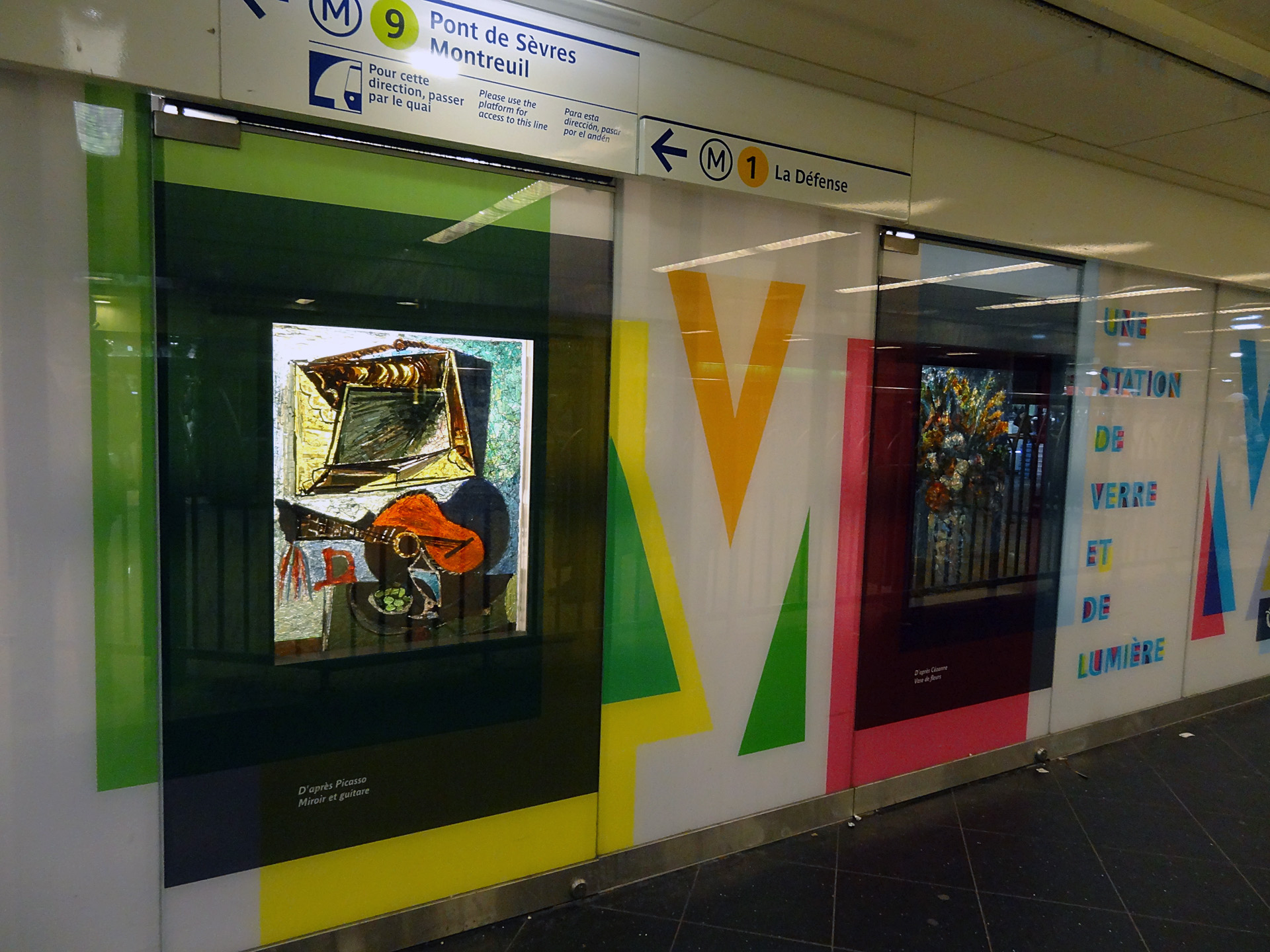
Gemmaux na sala de bilhetes.

Em 2004, ela foi a décima terceira estação mais movimentada na rede, com 12,19 milhões de entradas diretas. Em 2012, 12 582 337 passageiros entraram nesta estação. Ela viu entrar 11 890 240 passageiros em 2013 o que a classifica na 14ª posição das estações de metrô por sua frequência.

## Serviços aos passageiros

### Acessos

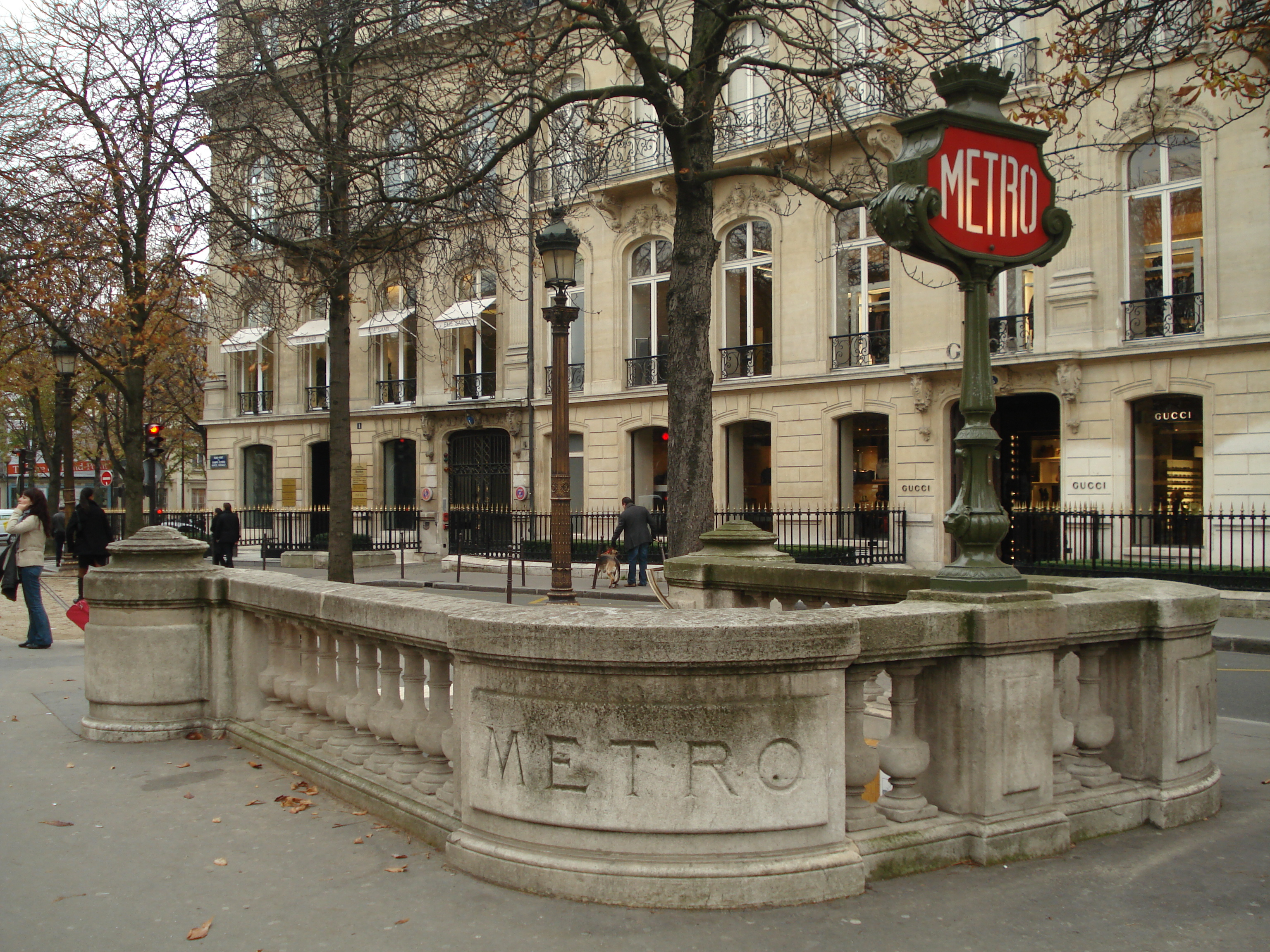
Um acesso à estação é o rond-point des Champs-Élysées.

A estação tem sete acessos, sendo os dois primeiros acessíveis apenas a partir das plataformas da linha 1, visto que o seu ponto de parada era independente da linha 9 originalmente.
- Acesso 1: 27, Avenue des Champs-Élysées.
- Acesso 2: 35, Avenue des Champs-Élysées.
- Acesso 3: 40, Avenue des Champs-Élysées.
- Acesso 4: 44, Avenue des Champs-Élysées.
- Acesso 5: 3, Rond-point des Champs-Élysées.
- Acesso 6: 7, Rond-point des Champs-Élysées.
- Acesso 7: 60, Avenue Montaigne.

### Plataformas
A abóbada das plataformas da linha 1 é completada por um piso em telhas biselado preto, assim como as luminárias de teto cilíndrica com padrões de bolhas. Os pés-direitos têm uma curvatura dourada. As plataformas são quadriculadas em cinza antracite e equipadas com portas de plataforma parcialmente pintadas em preto. O nome da estação é diretamente inscrito nas telhas em cinco línguas diferentes. Em cada plataforma, três telas táteis apresentam os mapas da rede, um mapa do bairro e uma ferramenta de pesquisa de itinerário. Cinco telas suplementares apresentam campanhas publicitárias e programas culturais. Eles transmitem quatro filmes de dois minutos, produzido pelo CNRS no âmbito do "Ano da Química", e três filmes feitos pelo artista Marko Echeverria no contexto de seu trabalho Paysages passagers.
As telhas das plataformas da linha 9 se apresentam na forma de revestimentos metálicos compreendendo um conjunto de vitrines. Um grande número delas estão agora vazios; sua obturação parcial mostra a antiga parede da estação constituída pelas telhas chanfradas das origens.

### Intermodalidade
A estação é servida pelas linhas 28, 32 (em direção a Gare de l'Est unicamente), 42, 73, 80 e 93 da rede de ônibus RATP e, à noite, pelas linhas N11 e N24 da rede de ônibus Noctilien.

## Pontos turísticos
- A parte "baixa" da seção de compras dos Champs-Élysées, suas lojas e restaurantes (ao noroeste, depois da estação). A estação está situada na ponta oriental do "triângulo de ouro" e na ponta setentrional do "pequeno triângulo de ouro", que lhe é contígua, ambas bem conhecidos por suas instalações de luxo.
- A parte noroeste dos Jardins des Champs-Élysées (ao sudeste, depois da estação), e especialmente: 
  - o carré Marigny, com o mercado de selos (três vezes por semana), o Théâtre Marigny, o Théâtre Vrai Guignolet (esse último com apresentações de marionetes);
  - o carré du Rond-Point, com o Théâtre du Rond-Point.
- O Grand Palais, suas galerias nacionais e o Palais de la découverte.
- O Petit Palais.
- A sede e estúdios das estações de rádio: Fun Radio, RTL e RTL2, respectivamente nos 20, 22 e 24, rue de Bayard.
- A sede e estúdios das estações de rádio: Europe 1, RFM e Virgin Radio, nos 26 bis e 28, rue François-Ier.

Galeria de fotografias
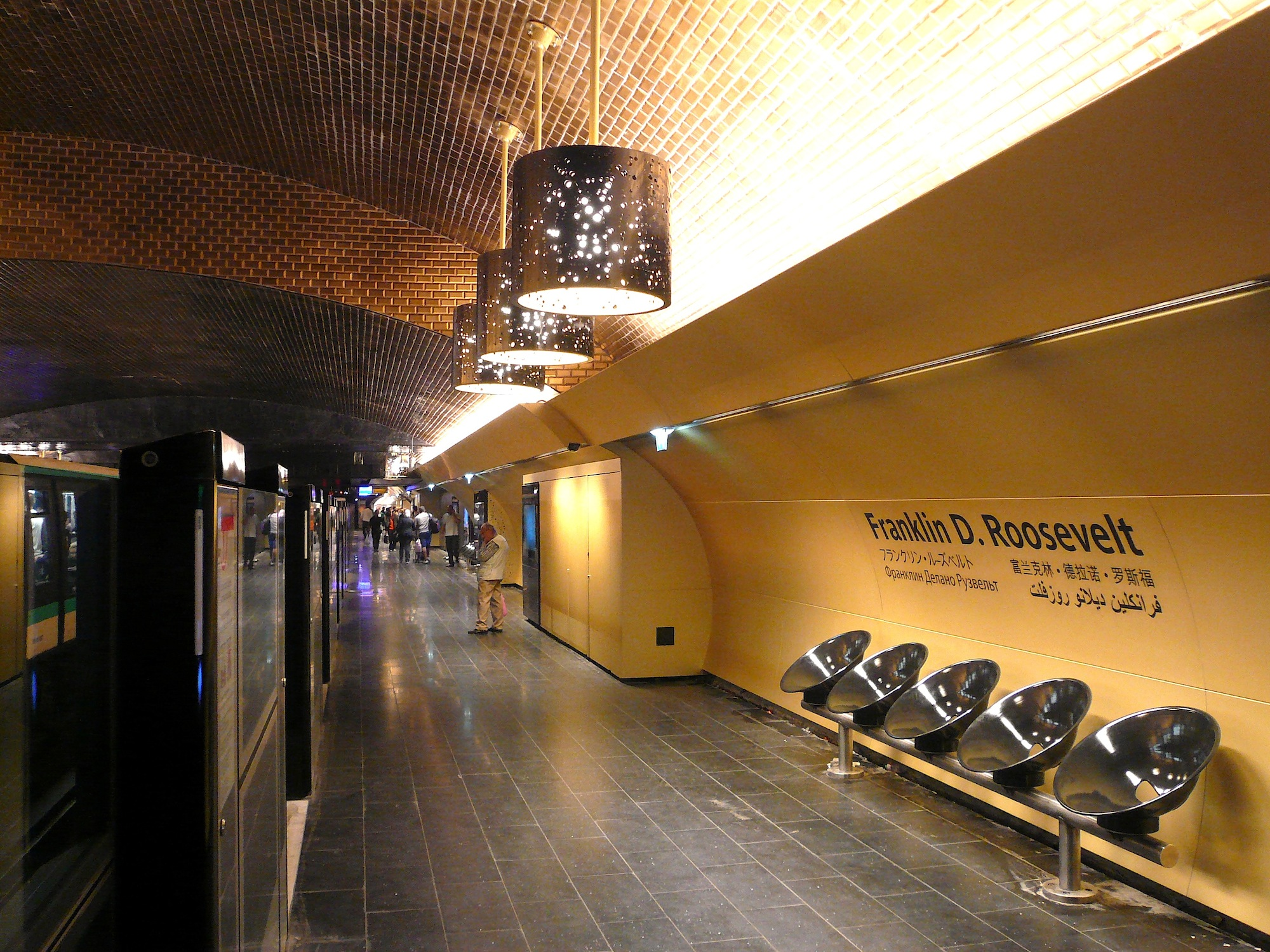
O novo desenvolvimento das plataformas da Linha 1.
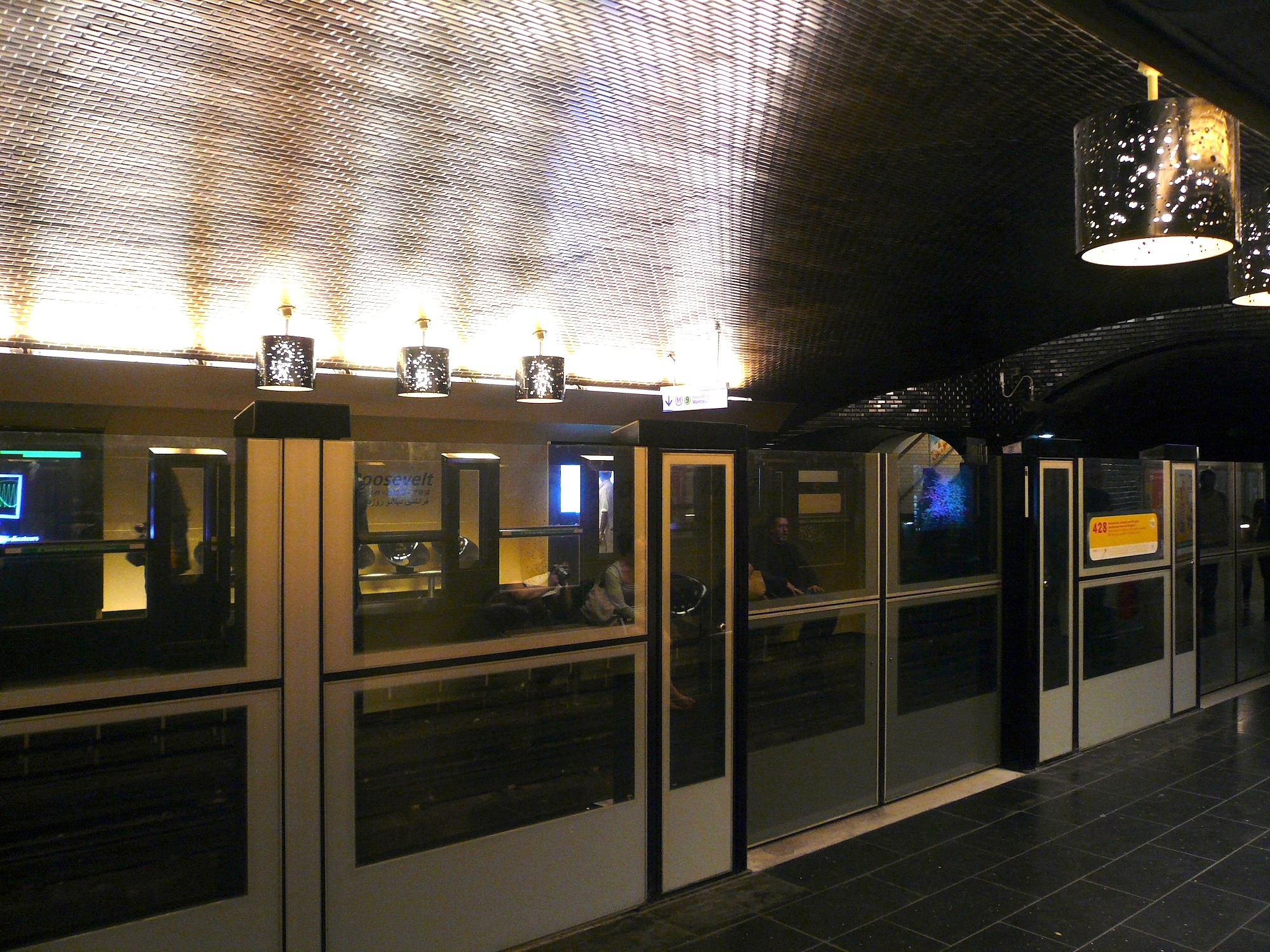
Portas das plataformas da Linha 1.
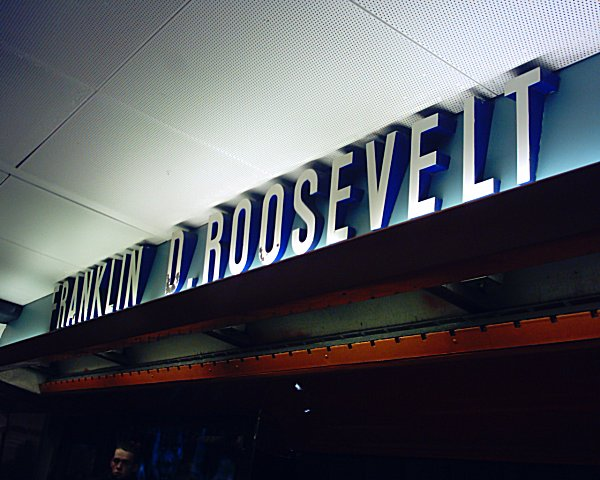
Estilo particular das plataformas da Linha 1 antes da sua renovação.
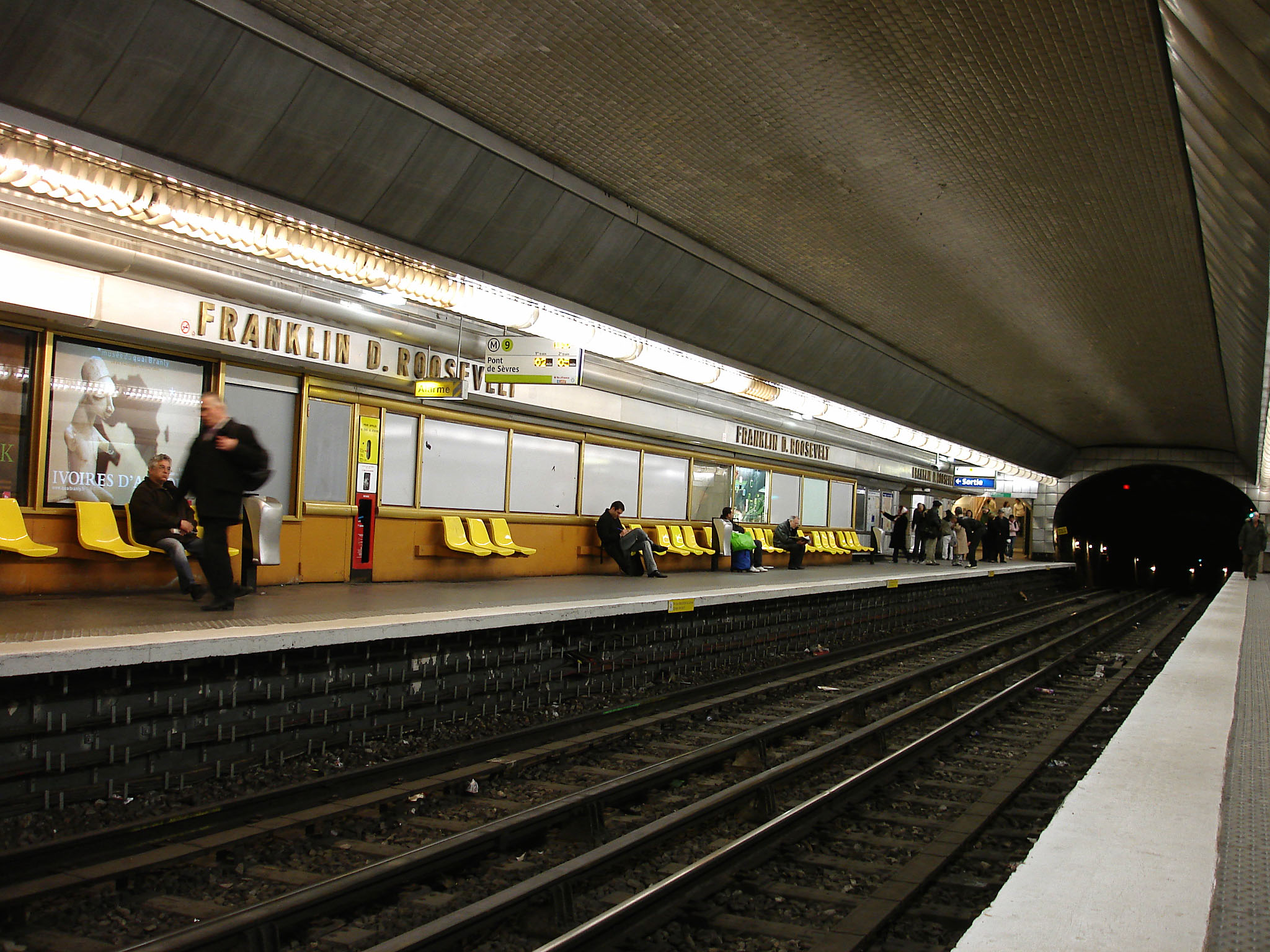
As plataformas da linha 9.